# Championnat d'Albanie de football 1986-1987
Navigation
Championnat d'Albanie 1985-86 Championnat d'Albanie 1987-88
Le Championnat d'Albanie de football de Kategoria Superiore 1986-1987 est la 46e édition de ce championnat.

## Classement
| Rang | Équipe                  | Pts | J  | G  | N  | P  | Bp | Bc | Diff |
| ---- | ----------------------- | --- | -- | -- | -- | -- | -- | -- | ---- |
| 1    | Partizan Tirana         | 36  | 26 | 15 | 6  | 5  | 43 | 18 | +25  |
| 2    | Flamurtari Vlorë        | 33  | 26 | 14 | 8  | 4  | 40 | 21 | +19  |
| 3    | Vllaznia Shkodër        | 32  | 26 | 12 | 8  | 6  | 31 | 22 | +9   |
| 4    | Dinamo Tirana           | 31  | 26 | 13 | 8  | 5  | 36 | 23 | +13  |
| 5    | Luftëtari Gjirokastër   | 26  | 26 | 9  | 8  | 9  | 26 | 24 | +2   |
| 6    | 17 Nëntori Tirana       | 25  | 26 | 9  | 10 | 7  | 43 | 29 | +14  |
| 7    | Apolonia Fier           | 23  | 26 | 7  | 15 | 4  | 24 | 27 | -3   |
| 8    | Labinoti Elbasan        | 23  | 26 | 7  | 9  | 10 | 24 | 28 | -4   |
| 9    | Lokomotiva Durrës       | 22  | 26 | 6  | 10 | 10 | 22 | 30 | -8   |
| 10   | Besa Kavajë             | 22  | 26 | 4  | 14 | 8  | 21 | 31 | -10  |
| 11   | Tomori Berat            | 22  | 26 | 6  | 10 | 10 | 28 | 39 | -11  |
| 12   | Skënderbeu Korçë        | 21  | 26 | 6  | 9  | 11 | 25 | 28 | -3   |
| 13   | Naftëtari Qyteti Stalin | 21  | 26 | 7  | 7  | 12 | 17 | 32 | -15  |
| 14   | Traktori Lushnja        | 12  | 26 | 4  | 4  | 18 | 13 | 41 | -28  |

|  | Champion |
|  | Relégué  |

## Bilan de la saison
| Tableau d'Honneur                 |                  |
| Compétition                       | Vainqueur        |
| Championnat d'Albanie de football | Partizan Tirana  |
| Coupe d'Albanie de football       | Vllaznia Shkodër |

| Promotions et relégations     |                                          |
| Relégués en First Division    | Naftëtari Qyteti Stalin Traktori Lushnja |
| Promus en Kategoria Superiore | Besëlidhja Lezhë 31 Korriku Burrel       |